# Svartlidtjärnen (Lycksele socken, Lappland, 718392-160049)
Svartlidtjärnen är en sjö i Lycksele kommun i Lappland och ingår i Umeälvens huvudavrinningsområde.